# يوسف أكبولت
يوسف أكبولت (بالسريانية: ܝܘܣܦ ܐܟܒܠܛ)‏، هو كاهن سرياني أرثوذكسي من كنيسة القديسة مريم في ديار بكر. وكان قد اُعتُقِلَ من قبل السلطات التركية بعد أن ذكر في مقابلة مع صحيفة انه يعتقد الأرمن فقط من ذُبِحوا، لكن الآشوريين والسريان واليونانيين كانوا أيضاً ضحايا الإبادة الجماعية من قبل الإمبراطورية العثمانية.
واستجوبوه صحفيين من صحيفة حريت التركية بشأن آرائه بشأن الإبادة الجماعية للأرمن، أجاب الأب أكبولت بأن الأرمن فقط من ذُبِحوا، لكن الآشوريين والسريانيين كانوا قد ذُبِحوا أيضاً، وكنتيجة مباشرة لرده علناً، أُلقي القبض عليه ووجهت إليه تهمة التحريض على الكراهية العنصرية. تم إطلاق سراحه بعد أن تعرضت تركيا لضغوط من جماعات حقوق الإنسان.